# 이영민 타격상
이영민 타격상(李榮敏打擊賞)은 대한야구협회에서 천재 선수이자 한국 야구 발전의 토대 역할을 한 이영민을 기리기 위해 1958년에 제정한 상이다. 1958년부터 시상을 시작하였다.

## 선발 기준
매년 9개의 전국 고교 야구 대회(황금사자기, 대통령배, 청룡기, 봉황대기, 무등기, 대붕기, 화랑대기, 미추홀기, 전국체전) 중 5개 대회 이상, 15경기, 60타석 이상을 기록한 선수들 중에서 가장 높은 타율을 기록한 선수에게 상을 수여한다.

## 이영민 타격상의 저주
KBO 리그 출범 이후 이 상을 수상한 선수가 프로에서 두각을 나타내는 경우가 거의 없기 때문에 생겨난 말이었다. 실제로 한국 프로 야구가 시작된 1982년 이후의 수상자 중 프로에서 성공한 선수는 김경기(태평양 돌핀스, 현대 유니콘스, SK 와이번스를 거쳐 은퇴), 강혁(전 SK 와이번스)과 '제2의 김재현'이라는 별명을 가지고 있었던 조현(LG 트윈스, 해태 타이거즈,  한화 이글스를 거쳐 은퇴) 정도였지만 최근에는 최정(SK 와이번스), 김현수(LG 트윈스), 박민우(NC 다이노스) 선수가 잘해주고 있어서 저주를 무색하게 하고 있다. 이 현상은 저주라기보다는 고교 야구 5~8개 대회로는 데이터 샘플이 적고 상대한 투수의 질을 전혀 고려하지 않은 상태에서 타율 기록만 가지고 선발하도록 되어 있는 현행 기준으로는 타자로서의 실력을 정확히 가늠할 수 없기 때문에 생긴 것이라는 견해가 있다.

## 역대 수상자
| - 1958년 김동주 (경남고) - 1959년 백인천 (경동고) - 1960년 최관수 (동산고) - 1961년 조정일 (성동고) - 1962년 정인성 (광주사레지오고) - 1963년 이철화 (부산고) - 1964년 김영생 (대구상고) - 1965년 이광환 (중앙고) - 1966년 박용해 (대구상고) - 1967년 오영복 (대전고) - 1968년 김영신 (대구상고) - 1969년 정장헌 (선린상고) - 1970년 신중국 (부산고) - 1971년 정현발 (경북고) - 1972년 정순명 (충암고) - 1973년 김일권 (군산상고) - 1974년 박명선 (인천고) - 1975년 이효헌 (마산상고) - 1976년 임정면 (마산상고) - 1977년 이만수 (대구상고) - 1978년 김남수 (신일고) - 1979년 이군노 (광주상고) - 1980년 김건우 (선린상고) | - 1981년 구윤 (경북고) - 1982년 김성범 (포철공고) - 1983년 한경수 (군산상고) - 1984년 주은현 (광주일고) - 1985년 김경기 (인천고) - 1986년 김현철 (경북고) - 1987년 김훈 (경남상고) - 1988년 곽상선 (군산상고) - 1989년 정진식 (경남고) - 1990년 강준기 (공주고) - 1991년 강혁 (신일고) - 1992년 노상진 (배명고) - 1993년 조현 (신일고) - 1994년 김건덕 (경남상고) - 1995년 박현철 (광주일고) - 1996년 박진형 (경동고) - 1997년 신민기 (경남고) - 1998년 신민기 (경남고) - 1999년 백정훈 (광주상고) - 2000년 수상자 없음 | - 2001년 황성용 (부산고) - 2002년 서정 (광주일고) - 2003년 박정태 (부산고) - 2004년 최정 (유신고) - 2005년 김현수 (신일고) - 2006년 전민수 (덕수정보고) - 2007년 김경한 (장충고) - 2008년 이창진 (인천고) - 2009년 하주석 (신일고) - 2010년 유재혁 (제물포고) - 2011년 박민우 (휘문고) - 2012년 김민준 (북일고) - 2013년 조영우 (제주고) - 2014년 송성문 (장충고) - 2015년 최원준 (서울고) - 2016년 김혜성 (동산고) - 2017년 배지환 (경북고) - 2018년 최정원 (청주고) |

## 같이 보기
- 이영민